# Zanobatidae
De Zanobatidae zijn een familie die wordt onderscheiden in de orde Myliobatiformes. Het alternatief is dat de groep wordt opgevat als de onderfamilie Zanobatinae van de familie vioolroggen (Rhinobatidae) in de orde Rhinopristiformes. De familie telt één geslacht met twee soorten.

## Overzicht
- Geslacht: Zanobatus Garman, 1913[3]
  - Zanobatus maculatus (Séret, 2016)
  - Zanobatus schoenleinii (Müller & Henle, 1841)